# Барило, Андрей Владимирович
Андре́й Влади́мирович Бари́ло (род. 19 октября 1973, Шяуляй, Литовская ССР) — российский актёр театра и кино, телеведущий, актёр Московского академического театра Сатиры.

## Биография
Андрей Барило родился 19 октября 1973 года в семье военного, детство прошло в литовском городе Шяуляе. Занимался в аэроклубе, где научился прыгать с парашютом и летать на планере. В старших классах увлёкся музыкой, играл на гитаре, принимал участие в школьных концертах и капустниках.
В 1994 году окончил Театральное училище имени Щукина (курс В. В. Иванова) и был принят в труппу Театра сатиры, на сцене которого дебютировал в 1992 году, ещё будучи студентом. Сотрудничал с театром «Модернъ».
В кино начал сниматься в начале 1990-х годов. Первая яркая роль в кино — Валерий, столичный повеса в фильме «Воровка».
С 17 октября 2016 по 16 сентября 2021 года был ведущим программы «Легенды космоса» на телеканале «Звезда».

## Семья
Состоял в фактическом браке с актрисой Светланой Рябовой.
- Дочь — Александра Андреевна Рябова (род. 1995)
- Дочь — Екатерина Андреевна Рябова (род. 1998)

13 апреля 2020 года женился на актрисе Татьяне Туманной, выпускнице Киевского театрального института им. Карпенко-Карого.

## Творчество

### Роли в театре

#### Театр Сатиры
- «Незабываемые знакомства» Машинист электропоезда, Питер — программка и фото
- «Между светом и тенью» Вэл (по пьесе Т. Уильямса «Орфей спускается в ад» «Orpheus Descending») — программка
- «Мольер» (Кабала святош) Захария Муаррон, Лагранж — программка и фото
- «Триумф на Триумфальной» — программка и фото
- «Счастливцев — Несчастливцев» Алик
- «Хомо Эректус» Сергей — программка и фото
- «Ни сантима меньше!» Джорджо
- «Нам всё ещё смешно» Чацкий
- «Яблочный вор» Петя Еловецкий
- «Ревизор» Почтмейстер
- «Поле битвы после победы принадлежит мародерам» Сергей
- «Горячее сердце» Гаврило
- «Молодость Людовика XIV» Граф де Гиш
- «Время и семья Конвей» Робин
- «Игра» Бек
- «Укрощение строптивой» Люченцио
- «Пигмалион» Хиггинс
- «Горе от ума» Чацкий

#### Московский театр «Мастерская П. Фоменко»
- «Шум и ярость» Ти-Пи, Шрив — программка

#### Театр «Модернъ»
- «Дядюшкин сон» Павел Александрович Мозгляков — программка

#### «ТеатрЮрия Васильева»
- «Продавец игрушек» Валера
- «Вероника решает умереть» Эдуард

#### «Театральная ассамблея Петра Гладилина»
- «Афинские вечера» Антон

#### «Центр Театральных Технологий» (антреприза)
- «1002-я ночь…» Рустам — афиша

### Фильмография
- 1992 — Хэлп ми — Парень по вызову
- 1992 — Бег по солнечной стороне — Дмитрий
- 1994 — Воровка — Валерий
- 1998 — Тело будет предано земле, а старший мичман будет петь
- 1999 — Сибирский цирюльник («Сибирскій цирюльникъ») — юнкер
- 1999 — Смерть и дева (короткометражный)
- 2000 — Нам — 75! (ТВ)
- 2001 — Воровка — Валерий Тулупов
- 2003 — Лучший город Земли — Вениамин
- 2004 — 2013 — Кулагин и партнёры
- 2005 — Я не вернусь
- 2005 — Частный детектив
- 2006 — Врачебная тайна — доктор Дмитрий Трушенко
- 2006 — Грозовые ворота — спецназовец ГРУ
- 2006—2007 — Кто в доме хозяин? — Олег Вебер
- 2007 — Формула стихии — Жиган
- 2007 — Право на счастье — Сергей
- 2007 — Звонок (короткометражный)
- 2007 — Атлантида — Михаил Шламов
- 2008 — Шальной ангел — Дима
- 2008 — Одноклассницы
- 2008 — Доска
- 2008 — Вся такая внезапная
- 2008 — УГРО. Простые парни — 2 (серия «Шантаж») — Вепрь
- 2008 — Сила притяжения (Россия-Украина)— Валерий Красовский
- 2008 — 2010 — Общая терапия — Андрей Лазарев
- 2008 — Реальные кабаны — Женя
- 2009 — Тот, кто рядом (Украина) — Олег
- 2009 — Барвиха — Леонид
- 2010 — Тихие сосны — Максим
- 2010 — Раскрутка — Виктор Перцев
- 2010 — Зоя — следователь
- 2010 — Гаражи — Тимур
- 2010 — Когда цветет сирень — Виктор
- 2011 — Иван и Толян (телесериал)
- 2011 — Крутые берега —
- 2011 — Чёрные волки — Филипп Монин
- 2012 — Петрович — Анатолий Лазарев
- 2012 — Без свидетелей — Олег
- 2012 — Склифосовский — анестезиолог Евгений Неклюдов
- 2013 — Иуда — Иисус
- 2013 — Даша
- 2013 — Вальс-Бостон — Василий Владиславович
- 2016 — София — Андрей Палеолог, брат Софии Палеолог
- 2016 — Гражданин Никто — Магомед Хеджаев («Хеджа») в молодости
- 2017 — Оперетта капитана Крутова — Леонид Владимирович Быков, актёр
- 2017 — Заложница — Макс
- 2017 — Вторая жизнь Евы — Герман
- 2018 — Затмение — Сергей Мамаев
- 2018 — Ведьма — Борислав
- 2018 — Затмение — Сергей Мамаев
- 2018 — Обратная сторона любви — Олег, приятель Михаила
- 2018 — Стюардесса — Владимир Гордин, банкир
- 2019-2025 — Склифосовский 7-12 — Евгений Неклюдов, муж Нины
- 2019 — Фальшивый флаг — Семён Бергер, химик
- 2020 — Отражение звезды — Георгий, отчим и продюсер Ренаты
- 2020 — Паромщица — Максим Игоревич Милорадович, бизнесмен
- 2021 — С небес на землю — Козырев
- 2021 — Я не шучу — Емашов
- 2022 — Конец света — Продавец ритуальных услуг
- 2022 — Паромщица. Долина мечты. — Максим Игоревич Милорадович, бизнесмен, муж Нади
- 2023 — Госпожа — отчим Маруси
- 2023 — Очень синяя борода
- 2023 — Тайны следствия-23 — Павел Трегубов
- 2024 — По зову сердца — Эдуард Ольховский, драматург